# Rata Blanca
Rata Blanca (span. Weiße Ratte) ist eine Heavy-Metal-Band aus Argentinien. Sie wurde 1987 in Buenos Aires gegründet und zählt zu den bekanntesten, einflussreichsten und kommerziell erfolgreichsten Bands des Landes.

## Geschichte

### Von der Gründung bis zur ersten Auflösung
Rata Blanca ging aus der 1979 gegründeten Band V8 hervor, die zu den ersten Bands des Genres in Argentinien gehört hatte, sich aber 1985 aufgrund von Streitigkeiten vorübergehend getrennt hatte. Gitarrist Walter Giardino hatte 1985 kurzzeitig in der Band gespielt und Schlagzeuger Gustavo Rowek seit 1982. Weitere aus der Trennung hervorgegangene Bands waren Hermética, aus der später Almafuerte hervorging, sowie Horcas und Logos.
Die erste Besetzung der Band wurde vervollständigt durch den Sänger Rodolfo Calva und den Bassisten Yulie Ruth, mit denen Rata Blanca 1985 ihr erstes Demo aufnahm. Die Songs auf dem Demo waren ursprünglich noch für V8 komponiert worden. Drei der Lieder dieses Demos, „Gente del Sur“, „Rompe el Hechizo“ und „Chico Callejero“, wurden später auf dem Debütalbum veröffentlicht. Jedoch absolvierte die Band ihren ersten Liveauftritt erst zwei Jahre später am 15. August 1987 im Club Luz y Fuera in Buenos Aires. Zu dieser Besetzung gehörten der Sänger Saúl Blanch, der Bassist Guillermo Sanchéz und der Rhythmusgitarrist Sergio Berdichevsky.
Die Band erhielt 1988 einen Plattenvertrag bei der argentinischen Vertretung von Polygram. Das selbstbetitelte Debütalbum erschien am 22. August des Jahres. Für dieses Album stieß zusätzlich der Keyboarder Hugo Bistolfi zur Band. Saúl Blanch hatte Rata Blanca mangels Interesse noch vor den Studioaufnahmen verlassen. Da der als Ersatz vorgesehene Shito Molina jedoch kurzfristig am Stimmproblemen litt, wurde Blanch gebeten, noch das Album einzusingen. Das Album wurde kommerziell ein großer Erfolg und konnte im Zeitraum von sieben Monaten nach seiner Veröffentlichung 20.000 mal verkauft werden.
Nachfolger von Saúl Blanch wurde schließlich Adrién Barilari, der zuvor bei der Band Vietnam gesungen hatte. Mit Barilari nahm die Band 1989 ihr zweites Album „Magos, Espadas y Rosas“ (dt. Zauberer, Schwerter und Rosen) auf, das 1990 veröffentlicht wurde und der Band den endgültigen Durchbruch bescherte. Bis heute hat sich dieses Album in Argentinien annähernde eine Million Mal verkauft. Als Klassiker dieses Albums gelten insbesondere das auch als Single veröffentlichte Lied „La leyenda del hada y del mago“ (dt. Die Legende von der Fee und dem Zauberer) und das insbesondere im Radio populäre Liebeslied „Mujer amante“ (dt. Verliebte Frau). Ähnlich erfolgreich war die Por el Camino del Sol genannte Tour durch Argentinien. Höhepunkt war der Auftritt in der Mehrzweckhalle Estadio Obras Sanitarias in Buenos Aires, dem 7.000 Zuschauer beiwohnten. Später trat die Band hier als Vorgruppe für Ian Gillan auf.
1991 absolvierte die Band insgesamt 120 Auftritte in Argentinien, die zusammengezählt von 170.000 Zuschauern besucht wurden. Außerdem wurden in diesem Jahr 205.000 Tonträger von Rata Blanca verkauft. Zum Ende des Jahres ging die Band wieder ins Studio, um ihr drittes Album „Guerrero del Arco Iris“ aufzunehmen. Dieses Album wurde im gleichen Jahr veröffentlicht und erlangte bereits vor Veröffentlichung durch Vorbestellungen Platin-Status. Der Titel bezieht sich auf das Schiff Rainbow Warrior der Umweltschutzorganisation Greenpeace.
Die Tour zum Album wurde als Gira Guerrera (dt. kriegerische Tour) bezeichnet und mit einem Auftritt am 28. Dezember im Estadio José Amalfitani des Fußballvereins CA Vélez Sársfield eröffnet, dem 30.000 Zuschauer beiwohnten. Die weiteren Touren zum Album führten die Band durch Lateinamerika und erstmals auch nach Portugal und Spanien.
Nach diesen Touren nahm die Band 1993 die EP „El Libro Oculto“ (dt. Das okkulte Buch) auf, die den musikalischen Stil der Band etwas in die härtere und weniger melodische Richtung lenkte. Jedoch entschied Adrién Barilari noch auf der Tournee, die Band aus persönlichen Gründen zu verlassen. Ihm folgte ebenso der Keyboarder Hugo Bistolfi. Nachfolger wurden Mario Ian am Gesang und Javier Retamozo an den Tasteninstrumenten. In dieser Besetzung entstand 1994 das Album „Entre el Cielo y el Inferno“ (dt. Zwischen Himmel und Hölle), das den Stil der EP aufnahm, jedoch weniger erfolgreich war. 1996 veröffentlichte die Plattenfirma zusätzlich das Livealbum En vivo en Buenos Aires (dt. Live in Buenos Aires), das Aufnahmen noch mit Adrién Barilari und Hugo Bistolfi aus dem Jahr 1992 bot. Auf diesem Album ist auch ein Kammerorchester vertreten.
Aufgrund des ausbleibenden Erfolges mit „Entre el Cielo y el Inferno“ verließ Mario Ian die Band, und Walter Giardino gab der Band eine neue stilistische Ausrichtung. Mit dem neuen Sänger Gabriel Marián wurde 1997 das Album „Rata Blanca VII“ veröffentlicht. Die Musik auf diesem Album orientierte sich vermehrt an moderner Rockmusik und weist ebenso Einflüsse aus dem Punk, dem Alternative und sogar der lokalen Folkmusik auf, konnte aber die alten Fans der Band ebenso wenig zufriedenstellen. 1998 löste sich Rata Blanca deshalb auf.

### Von der Wiedervereinigung bis heute

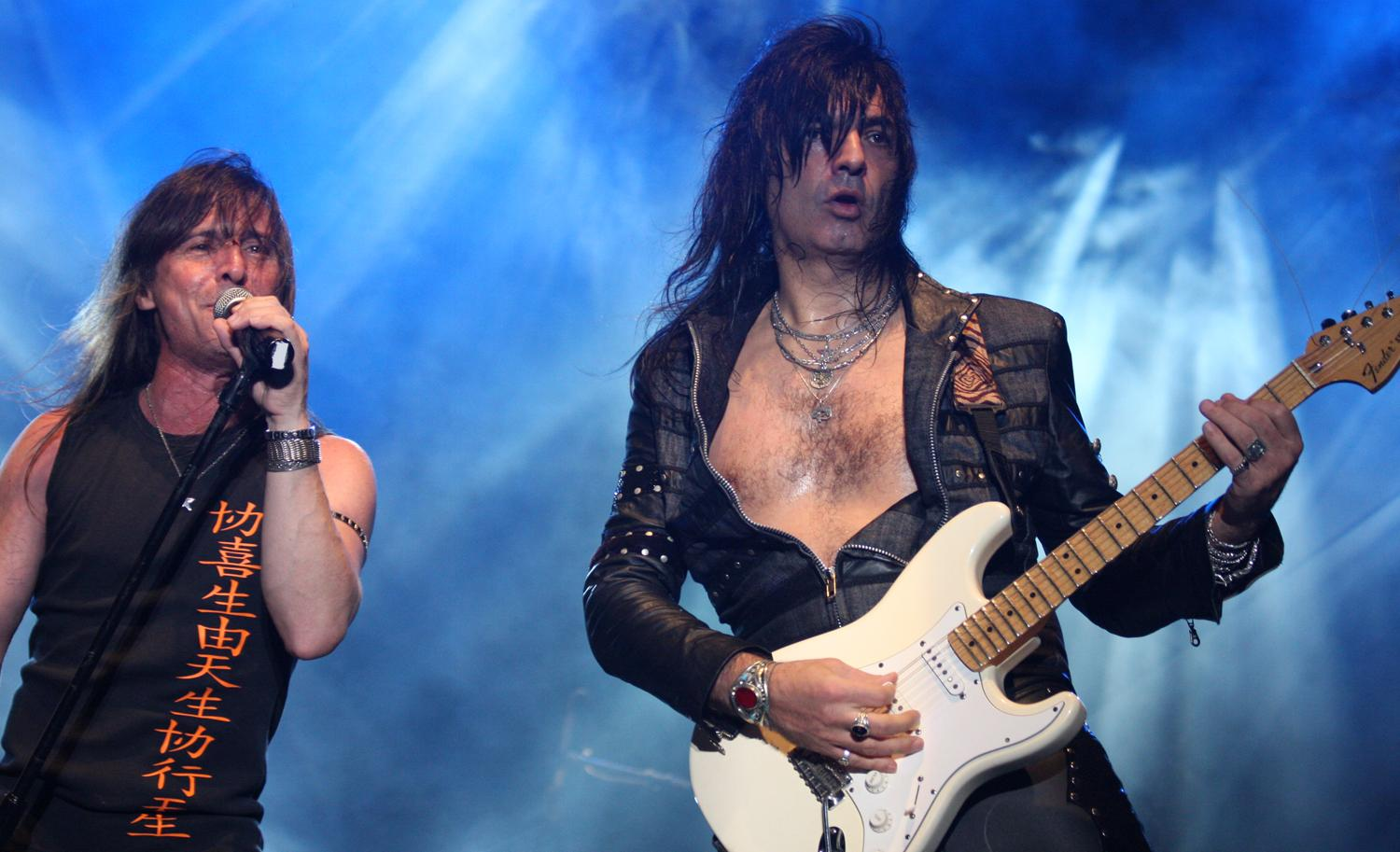
Adrién Barilari und Walter Giardino auf einem Konzert 2008

In der Zwischenzeit versuchte Walter Giardino, mit seinem Projekt Walter Giardino Temple, kurz Temple genannt, an die erfolgreichsten Tage von Rata Blanca anzuknüpfen. Diese Formation fiel jedoch schnell wieder auseinander, nachdem Giardino auf einem Konzert frustriert hatte feststellen müssen, dass seine Musiker nicht in der Lage waren, das Lied „Burn“ von Deep Purple spontan auf der Bühne zu spielen. Giardino nahm daraufhin Guillermo Sanchéz und Hugo Bistolfi in die Band auf, und außerdem sagte Adrién Barilari zu, als „Gast“ bei Auftritten von Temple mitzuwirken.
Diese Umbesetzungen hatten das Interesse an Temple schlaghaft steigen lassen, und im Herbst 2000 konnte Rata Blanca mit dem Schlagzeuger Fernando Scarcella ihre Rückkehr verkünden. In dieser zu weiten Teilen mit den erfolgreichsten Alben übereinstimmenden Besetzung trat die Band am 2. September des Jahres vor 10.000 Zuschauern im Stadion des bolivianischen Fußballvereins Real Santa Cruz nach über sechs Jahren wieder vereint auf. Die folgende Tournee wurde begleitet von der Veröffentlichung der Best-of-Zusammenstellung „Grandes Canciones“. Am 19. Dezember 2000 trat die reformierte Band erstmals wieder in Buenos Aires auf und absolvierte bis Ende des Jahres 2001 mehr als 150 Konzerte in Spanien und Lateinamerika. Den Abschluss der Tourneen bildete eine Reihe von Auftritten im Teatro Gran Rex in der argentinischen Hauptstadt.
Ins Studio kehrte Rata Blanca 2002 zurück, um mit dem Album „El Camino del Fuego“ (dt. Der Weg des Feuers) den Auftakt einer konzeptionellen „Gold“-Trilogie zu bilden. In Argentinien verlegte die Band das Album über das eigens gegründete Label Rata Records selbst, erhielt aber auch erstmals einen Vertrieb in Europa, der vom italienischen Label Underground Symphony organisiert wurde. Musikalisch knüpft das Album an die Werke aus den frühen 90er Jahren an, wobei insgesamt aber mehr die Komponente des traditionellen Hard Rock betont wurde. Auf den Touren zum Album trat Rata Blanca u. a. im November 2002 vor 23.000 Zuschauern im Luna Park auf, wo das Material zum 2003 erschienenen Livealbum „Poder Vivo“ mitgeschnitten wurde. Die erste Live-DVD der Band erschien 2004, heißt „En Vivo Estadio Obras“ und wurde gemäß dem Titel im März 2003 im Estadio Obras aufgezeichnet.
2003 sorgte überdies das Soloalbum von Adrién Barilari für Aufsehen, das mit den Nightwish-Mitgliedern Emppu Vuorinen, Sami Vänskä und Jukka Nevalainen sowie dem Stratovarius-Keyboarder Jens Johansson in Finnland aufgenommen und von Drakkar Records veröffentlicht wurde. Von diesem „Barilari“ betitelten Album wurde auch eine Fassung mit englischsprachigem Gesang aufgenommen; außerdem enthielt es eine Coverversion des Liedes „Stargazer“ von Rainbow, die auf Spanisch gesungen wurde.
2005 erschien das nächste Studioalbum „La Llave de la Puerta Secreta“ (dt. Der Schlüssel zur geheimen Tür) und wurde erneut mit einer Platin-Schallplatte ausgezeichnet. Erneut führten Touren durch Lateinamerika und Europa. Das bislang letzte Studioalbum wurde 2008 veröffentlicht und heißt „El Reino Olvidado“ (dt. Das vergessene Königreich). Auch dieses Album war sehr erfolgreich und wurde bereits Wochen vor Veröffentlichung mit einer goldenen Schallplatte ausgezeichnet. Die Tour zum Album führte zunächst durch Nord- und Südamerika. Beim Auftritt im Luna Park am 5. Juni 2009 gastierte Tarja Turunen und sang zwei Lieder für die Band. Dieser Auftritt wurde für eine bislang noch ausstehende Live-DVD und -Blu-ray gefilmt.
Um die Band international besser vermarkten zu können, wurde zudem im gleichen Jahr mit dem Sänger Doogie White auch eine englischsprachige Version des Albums mit dem Titel „The Forgotten Kingdom“ aufgenommen. 2010 begab sich die Band mit diesem Sänger auch auf Europatournee, um dort ihr Material vorzustellen. Allerdings verkündete Hugo Bistolfi am 24. März des Jahres seinen Austritt aus der Band. Nachfolger wurde Danilo Moschen, der zuvor u. a. bei Beto Vazquez Infinity und auch auf Konzerten zu Adrién Barilaris Soloalben gespielt hatte.

## Stil
Bereits auf den frühen Alben entwickelte die Band einen eigenen Stil. Grundlage waren weniger damals populäre Spielarten des Metal-Genres wie Thrash Metal oder Glam Metal, sondern der traditionelle Hardrock von britischen Bands der 70er Jahre, vor allem Deep Purple oder Rainbow. Durch das virtuose Gitarrenspiel von Walter Giardino entwickelte sich der Klang der Band allerdings stellenweise auch in eine dem Wirken von Yngwie Malmsteen ähnliche Richtung. Von diesen Ambitionen zeugen ausgefeilte Instrumentalstücke wie „Preludion Obsesivo“ (dt. Besessenes Vorspiel, 1988), „Otoño Medieval“ (dt. Mittelalterlicher Herbst, 1988) oder „Por que es tan dificil amar“ (dt. Warum ist es so schwer zu lieben, 1990).
Einige der Lieder der ersten drei Alben gehen vom Tempo her in die Richtung des Speed Metal. Dies sind z. B. die Stücke „El beso de la bruja“ (dt. Der Kuss der Hexe, 1990) oder „Los ojos de dragón“ (dt. Die Augen des Drachen, 1991). Bemerkenswert sind in diesem Zusammenhang auch die instrumentalen Beiträge von Hugo Bistolfi, der anders als bei zeitgenössischen Metalbands ähnlich stark in die Lieder eingebunden war wie die Keyboarder der genannten Hard-Rock-Bands.
Auf der EP „El Libro Oculto“ orientierte sich die Band in eine härtere Richtung. Das Keyboard spielte eine untergeordnete Rolle, die Riffs standen im Vordergrund, das Tempo war langsamer und der Tonfall des Gesangs aggressiver. Diese Linie wird auf „Entre el Cielo y el Inferno“ fortgeführt und ist in Grundzügen auch noch auf „Rata Blanca VII“ präsent. Kennzeichnend für diesen Stil sind Lieder wie „Basura“ (dt. Müll, 1993), „Bajo control“ (dt. Unter Kontrolle, 1994) oder „La Caja“ (dt. Die Kiste, 1997). Wie erwähnt sind aber auf „Rata Blanca VII“ die Einflüsse insgesamt moderner, und es wird verstärkt auf akustische Passagen gesetzt.
Mit den Alben seit 2000 orientiert sich Rata Blanca insgesamt eher am klassischen Hardrock der 70er Jahre und weniger in Richtung des Metalgenres. Dies ging so weit, dass in der Rezension im Rock Hard zum Album „El Camino del Fuego“ ein Zitat des Deep-Purple-Stückes „Hush“ im passenderweise „Lluvia Púrpura“ (dt. Purpurner Regen) genannten Lied verortet wurde.
Die Texte sämtlicher Lieder von Rata Blanca sind auf Spanisch gehalten. Auffällig ist aber die zeitliche Veränderung der Inhalte. Dominierten anfangs Fantasytexte und Liebeslieder (siehe „La misma mujer“, „Mujer amante“), so wurden die Texte im Laufe der Zeit immer politischer. Hier markiert „Guerrero del Arco Iris“, das man nach dem Greenpeace-Schiff Rainbow Warrior benannt hat, einen Wendepunkt. Ab „El Libri Oculto“ waren die Texte aller Lieder bis zur vorzeitigen Auflösung der Band fast ausschließlich politisch und gesellschaftskritisch geprägt. Hingegen ist Rata Blanca mit der Wiedervereinigung auch zu den klassischen Fantasy-Texten zurückgekehrt.

## Diskografie
- 1988: Rata Blanca (AR: Gold)[1]
- 1990: Magos, Espadas y Rosas
- 1991: Guerrero del Arco Iris
- 1993: El Libro Oculto (EP)
- 1994: Entre el Cielo y el Inferno
- 1996: En Vivo en Buenos Aires (Livealbum)
- 1997: Rata Blanca VII
- 2000: Grandes Canciones (Kompilation, AR: Gold)
- 2002: Rata Blanca (EP)
- 2002: El Camino del Fuego
- 2003: Poder Vivo (Livealbum)
- 2003: Oro: Grandes Exitos (Kompilation, AR: Gold)
- 2004: En Vivo Estadio Obras (Live-CD/DVD)
- 2005: La Llave de la Puerta Secreta (AR: Platin)
- 2008: El Reino Olvidado (AR: Gold)
- 2009: The Forgotten Kingdom (Neuaufnahme)
- 2011: Magos Espadas Y Rosas XX Aniversario En Vivo (Livealbum)
- 2015: Tormenta Electrica

## Sonstiges
Als Rata blanca wird auch ein in Peru verbreiteter Typ von Feuerwerkskörpern bezeichnet.